# Ginetta-Zytek GZ09S/2
Der Ginetta-Zytek GZ09S/2 war ein Le-Mans-Prototyp der LMP2-Klasse, der von Zytek Engineering gebaut wurde. Das Fahrzeug war die LMP2-Version des Ginetta-Zytek GZ09S.

## Entwicklungsgeschichte und Technik
Der GZ09S/2 hatte einen 3,4-Liter-ZG348-V8-Saugmotor mit 475 PS. Er wurde für die neuen LMP2-Bestimmungen entwickelt, die für die 24 Stunden von Le Mans 2009 angekündigt worden waren, und war eine Weiterentwicklung des Zytek 07S, der Basis des Ginetta-Zytek GZ09S.

## Renngeschichte
Gegen Ende 2008 wurde bekannt gegeben, dass das Quifel ASM Team als erste Rennmannschaft einen GZ09S/2 gekauft hatte, um mit ihm in der Le Mans Series und bei den 24 Stunden von Le Mans anzutreten. Das GAC Racing Team und Barazi-Epsilon setzten 2009 ebenfalls GZ09S/2 in Le Mans ein, wobei letzteres Team den vierten Platz in der Klasse belegte und mit dem einzigen verbliebenen LMP2-Ginetta-Zytek ins Ziel kam. Das Team von Miguel Amaral und Olivier Pla, die für das Quifel ASM Team fuhren, gewann den LMP2-Klassentitel in der LMS nach zwei aufeinanderfolgenden Klassensiegen bei dem 1000-km-Rennen von Algarve und den 1000 km auf dem Nürburgring.
Für die Le Mans Series 2010 behielt das Quifel ASM Team seinen GZ09S/2, während Team Bruichladdich zum ersten Mal auch eines der Autos einsetzte. Trotz des erfolgreichen 24-Stunden-Ergebnisses von Le Mans verlief die LMS-Saison nicht so erfolgreich wie die des Vorjahres. Einzig der Klassensieg des Quifel ASM beim 1000-km-Rennen von Spa stand zu Buche.
Aufgrund der Regeländerungen der Le Mans Series 2011 wurde der GZ09S/2 in die LMP1-Kategorie verschoben und erhielt den Namen Zytek 09SC, während Zytek den Z11SN mit Nissan-Motor herausbrachte, um in der LMP2-Kategorie anzutreten.